# Sabeer Bhatia
Sabeer Bhatia (Chandigarh, 30 de dezembro de 1968) é um empresário indiano. Juntamente com Jack Smith foi o fundador do serviço de correio eletrônico gratuito Hotmail.